# Горан Прпић
Горан Прпић (Загреб, 4. мај 1964) је бивши југословенски и хрватски професионални тенисер и тренутни селектор хрватске мушке и женске тениске репрезентације.

## Професионална каријера
Професионалну каријеру је почео 1984. године. Најбољи је био на првом Кроатиа Опен турниру у Умагу 1991. године, савладавши у финалу Горана Иванишевића, а то му је уједно и једини АТП наслов.
Најбољи пласман на АТП лествици му је 16. место (29. јула 1991).
Каријеру је окончао са омером победа и пораза 125/120.

## Награде и признања
Прпић је добитник Државне награде за спорт „Фрањо Бучар" за 1991. годину.